# Jeffrey Checkes
Jeffrey Alan Checkes (Brooklyn, 30 maggio 1943 – Long Island, 25 dicembre 2024) è stato uno schermidore statunitense.

## Biografia
Ha partecipato ai Giochi della XIX Olimpiade di Città del Messico nel 1968.

## Palmarès
In carriera ha conseguito i seguenti risultati:
- Giochi Panamericani:

Winnipeg 1967: argento nella spada a squadre.